# Paralcis obliquifascia
Paralcis obliquifascia är en fjärilsart som beskrevs av W. Warren 1907. Paralcis obliquifascia ingår i släktet Paralcis och familjen mätare. Inga underarter finns listade i Catalogue of Life.